# جان فردریک نلسون
جان فردریک نلسون، (به انگلیسی: John Frederick Nelson) (زاده ۲۶ ژوئیه ۱۹۴۷) کارآفرین، بانکدار، حسابدار و مدیر ارشد اجرایی بریتانیایی است، که در حال حاضر به‌عنوان رییس هیئت مدیره شرکت لویدز لندن فعالیت می‌کند.